# Compactogammarus compactus
Compactogammarus compactus is een vlokreeftensoort uit de familie van de Pontogammaridae. De wetenschappelijke naam van de soort werd in 1895 voor het eerst geldig gepubliceerd door Georg Ossian Sars.